# جک کنفیلد
جک کنفیلد (Jack Canfield) (متولد ۱۹ اوت ۱۹۴۴) نویسنده آمریکایی کتابهای خودیاری است، سخنران انگیزشی، مربی شرکتی و کارآفرین. : 453  او یکی از نویسندگان مجموعه کتابهای سوپ مرغ برای روح است که بیش از ۲۵۰ عنوان و چاپ ۵۰۰ میلیون نسخه بیش از ۴۰ زبان دارد. در سال ۲۰۰۵ کانفیلد با Janet Switzer برای کتاب اصول موفقیت: چگونه از آنجا به کجا می‌روید. همکاری کرد.

## سنین جوانی و تحصیل
کانفیلد در ۱۹ اوت ۱۹۴۴ در فورت ورث، تگزاس متولد شد. وی سالهای نوجوانش را در ویلینگ، غرب ویرجینیا گذراند و از مؤسسه نظامی لنسلی در سال ۱۹۶۲ فارغ‌التحصیل شد. کانفیلد در سال ۱۹۶۶ در رشته تاریخ چین از دانشگاه هاروارد مدرک کارشناسی را دریافت کرد. او در سال ۱۹۷۳ از دانشگاه ماساچوست امهرست مدرک کارشناسی ارشد خود را اخذ کرد. کانفیلد دکتری افتخاری خود را در سال ۱۹۸۱ از دانشگاه سانتا مونیکا دریافت کرد.جوانی در موسسه‌ای خیریه‌ای مشغول به کار شد که متعلق به میلیاردر خود ساخته دبلیو کلمت استون بود. استون در آنجا به جک آموزش‌هایی داد که باعث شد در آینده او نیز به کارآفرین و میلیاردری خودساخته تبدیل شود.